# Anthrax squamigera
Anthrax squamigera är en tvåvingeart som först beskrevs av Daniel William Coquillett 1892.  Anthrax squamigera ingår i släktet Anthrax och familjen svävflugor. Inga underarter finns listade i Catalogue of Life.